# Tây Ban Nha chinh phục Đế quốc Inca
Cuộc chinh phục Đế quốc Inca của Tây Ban Nha, còn gọi là Cuộc chinh phục Peru, là một trong những chiến dịch quan trọng nhất trong quá trình Tây Ban Nha thuộc địa hóa châu Mỹ. Sau nhiều năm thăm dò sơ khảo và tranh chấp quân sự, 168 binh sĩ Tây Ban Nha dưới quyền conquistador Francisco Pizarro, các anh em của ông và đồng minh bản địa bắt giữ được Sapa Inca Atahualpa tại trận Cajamarca năm 1532. Sau cái chết của Atahualpa, cuộc chinh phục dai dẳng mới thực sự bắt đầu nhưng đã kết thúc với chiến thắng của Tây Ban Nha vào năm 1572, sáp nhập hoàn toàn lãnh thổ rộng lớn của Đế quốc Inca vĩ đại một thuở thành Phó vương quốc Peru, một phần của Đế quốc Tây Ban Nha. Cuộc chinh phục Đế quốc Inca (tên bản địa là "Tahuantinsuyu" hoặc "Tawantinsuyu" trong tiếng Quechua, nghĩa là "Vương quốc bốn phần"), kéo theo các chiến dịch bành trướng sang vùng Chile, Colombia ngày nay và Lưu vực sông Amazon.

## Dòng sự kiện
- 1524–1525 – Francisco Pizarro thực hiện cuộc thám hiểm thứ nhất bất thành dọc bờ khu vực nay là Colombia.
- 1526 – Pizzaro, Diego de Almagro, và Hernando de Luque góp tiền thành lập Tập đoàn Levant.
- 1526–1527 – Pizarro và Almagro thực hiện cuộc thám hiểm Nam Mỹ thứ hai, tới được Tumbez.
- k. 1528 – Hoàng đế Inca Huayna Capac băng hà do mắc đậu mùa. Cái chết của ông châm ngòi cho cuộc nội chiến đẫm máu giữa hai anh em cùng cha khác mẹ Atahualpa và Huáscar.
- 1528–1529 – Pizarro trở về Tây Ban Nha và được hoàng hậu Isabel của Bồ Đào Nha bảo hộ cho cuộc chinh phục Peru sắp đến.
- 1531–1532 – Pizarro thực hiện cuộc thám hiểm Nam Mỹ thứ ba. Atahualpa bị bắt sống tại trận Cajamarca.
- 1533 – Atahualpa bị xử tử; Pizarro hành quân tới Cuzco và đưa Manco Inca 17 tuổi lên làm Tân vương Inca.
- 1535 – Pizarro thành lập Thành phố Lima; Almagro rời Peru đi thám hiểm Chile.
- 1536 – Gonzalo Pizarro cướp vợ của Manco Inca, Cura Olcollo. Manco nổi dậy vây thành Cuzco. Juan Pizarro bị giết. Manco lệnh cho tướng Quizo Yupanqui tấn công Lima.
- 1537 – Almagro trở về từ Chile và chiếm Cuzco từ tay Hernando và Gonzalo Pizarro. Rodrigo Orgóñez cướp bóc Vitcos và bắt con trai của Manco Inca, Titu Cusi. Manco chạy về Vilcabamba, tái lập nơi đây thành thủ đô của nhà nước Tân Inca.
- 1538 – Hernando Pizarro xử tử Diego de Almagro.
- 1539 – Gonzalo Pizarro xâm lược và cướp bóc thành Vilcabamba; Manco Inca tẩu thoát nhưng vợ của Manco bị Francisco Pizarro giết.
- 1541 – Francisco Pizarro bị ám sát bởi Diego de Almagro II và phe trung thành với De Almagro.
- 1544 – Manco Inca bị giết bởi phe thân Almagro. Người Inca tuy vậy không khuất phục.
- 1572 – Phó vương Peru, Bá tước Francisco Toledo, tuyên chiến với nhà nước Tân-Inca; Vilcabamba thất thủ và Túpac Amaru, quốc vương Inca cuối cùng, bị bắt và hành quyết ở Cuzco. Thành Vilcabamba bị bỏ hoang; người Tây Ban Nha di dân Vilcabamba về thị trấn Thiên chúa giáo San Francisco de la Victoria de Vilcabamba.

### Sách
- Andrien, Kenneth J. (2001). Andean Worlds: Indigenous History, Culture, and Consciousness Under Spanish Rule, 1532-1825 [Thế giới Andes: Lịch sử, văn hóa, và ý thức bản địa dưới sự cai trị của Tây Ban Nha] (bằng tiếng Anh). New Mexico, Hoa Kỳ: NXB Đại học New Mexico. ISBN 9780826323583.
- Bauer, Brian S.; Halac-Higashimori, Madeleine & Cantarutti, Gabriel E. (2015). Voices from Vilcabamba: Accounts Chronicling the Fall of the Inca Empire [Giọng nói từ Vilcabamba: Tường thuật theo dòng thời gian về sự sụp đổ của Đế quốc Inca] (bằng tiếng Anh). Colorado, Hoa Kỳ: NXB Đại học Colorado. ISBN 9781607324256.
- Bauer, Brian S.; Santa Cruz, Javier Fonseca & Silva, Miriam Aráoz (2015). Vilcabamba and the Archaeology of Inca Resistance [Vilcabamba và khảo cổ cuộc kháng chiến Inca] (bằng tiếng Anh). Los Angeles, Hoa Kỳ: NXB Viện Khảo cổ học Cotsen. ISBN 9781938770623.
- Betanzos, Juan de (1996) [1550]. Hamilton, Roland & Buchanan, Dana (biên tập). Narrative of the Incas [Tường thuật của người Inca] (bằng tiếng Anh). Colorado, Hoa Kỳ: NXB Đại học Colorado. ISBN 9780292755604.
- Bryant, Sherwin K. (2014). Rivers of Gold, Lives of Bondage: Governing Through Slavery in Colonial Quito [Sông vàng, Những mảnh đời trói buộc: Cai trị thông qua nô dịch ở Quito thời kỳ thực dân] (bằng tiếng Anh). Hoa Kỳ: NXB Đại học North Carolina. ISBN 1469607735.
- Charney, Paul (2001). Indian Society in the Valley of Lima, Peru, 1532-1824 [Xã hội Anh-điêng ở Thung lũng Lima, 1532-1824] (bằng tiếng Anh). Anh: University Press of America. ISBN 0761820701.
- Cook, Noble David (1998). Born to Die: Disease and New World Conquest, 1492-1650 [Sinh ra để chết: Dịch bệnh và cuộc chinh phục Tân Thế giới, 1492-1650] (bằng tiếng Anh). New Mexico, Hoa Kỳ: Nhà xuất bản Đại học Cambridge. ISBN 9780521627306.
- —— (1981). Demographic Collapse: Indian Peru, 1520-1620 [Sụp đổ nhân khẩu học: Peru Anh-điêng, 1492-1650] (bằng tiếng Anh). New Mexico, Hoa Kỳ: Nhà xuất bản Đại học Cambridge. ISBN 0521239958.
- Covey, R. Alan (2020). Inca Apocalypse: The Spanish Conquest and the Transformation of the Andean World [Khải huyền Inca: Cuộc chinh phục của Tây Ban Nha và sự biến chuyển của thế giới Andes] (bằng tiếng Anh). New York, Hoa Kỳ: NXB Đại học Oxford. ISBN 9780190299125.
- D’Altroy, Terence N. (2015). The Incas (bằng tiếng Anh) (ấn bản thứ 2). Oxford, Vương quốc Anh: Wiley-Blackwell. ISBN 9781444331158.
- Garrett, David T. (2005). Shadows of Empire: The Indian Nobility of Cusco, 1750-1825 [Cái bóng Đế quốc: Quý tộc Anh-điêng của thành Cusco, 1750-1825] (bằng tiếng Anh). Anh: NXB Đại học Cambridge. ISBN 0-521-84634-X.
- Gareis, Iris (1999). "Repression and cultural change: The 'Extirpation of Idolatry' in colonial Peru" [Truy bức và thay đổi xã hội: Sự 'tuyệt chủng cục bộ của tục thờ ngẫu tượng' ở Peru thời thực dân]. Trong Cervantes, Fernando; Griffiths, Nicholas (biên tập). Spiritual Encounters: Interactions Between Christianity and Native Religions in Colonial America [Cuộc gặp gỡ tâm linh: Tiếp xúc giữa Kitô giáo và tôn giáo bản địa ở Châu Mỹ thực dân] (bằng tiếng Anh). Nebraska, Hoa Kỳ: NXB Đại học Nebraska. ISBN 9780803270817.
- Hamming, John (1970). The Conquest of the Incas [Cuộc chinh phục người Inca] (bằng tiếng Anh). New York, Hoa Kỳ: Harcourt Brace & Company. ISBN 0156223007.
- Lamana, Gonzalo (2008). Domination Without Dominance: Inca-Spanish Encounters in Early Colonial Peru [Thống trị bất ưu thế: Tiếp xúc Inca – Tây Ban Nha ở Peru sơ kỳ thực dân] (bằng tiếng Anh). Anh: NXB Đại học Duke. ISBN 0822388715.
- Leon, Pedro de Cieza de (1999). Cook, Alexandra Parma & Cook, Noble David (biên tập). The Discovery and Conquest of Peru: Chronicles of the New World Encounter [Sự khám phá và chinh phục Peru: Biên niên sử cuộc tiếp xúc Tân Thế giới] (bằng tiếng Anh). Bắc Carolina, Hoa Kỳ: NXB Đại học Duke. ISBN 9780822382508.
- Lockhart, James (2013). The Men of Cajamarca: A Social and Biographical Study of the First Conquerors of Peru [Những người đàn ông của Cajamarca: Một nghiên cứu tiểu sử và xã hội về các chinh phục tướng công đầu tiên của Peru] (bằng tiếng Anh). Anh: NXB Đại học Texas. ISBN 0292761171.
- MacCormack, Sabine (2021). Religion in the Andes: Vision and Imagination in Early Colonial Peru [Tôn giáo ở Andes: Tầm nhìn và trí tưởng tượng ở Peru sơ kỳ thực dân] (bằng tiếng Anh). New Jersey, Hoa Kỳ: NXB Đại học Princeton. ISBN 9781400843695.
- MacQuarrie, Kim (2008). The Last Days of the Incas [Những ngày cuối của người Inca] (bằng tiếng Anh). New York, Hoa Kỳ: Simon & Schuster. ISBN 0743260503.
- Powers, Karen Vieira (2005). Women in the Crucible of Conquest: The Gendered Genesis of Spanish American Society, 1500-1600 [Phụ nữ trong cuộc thử thách chinh phục: Sự khai sinh giới tính của xã hội Mỹ châu Tây Ban Nha, 1500-1600] (bằng tiếng Anh). Hoa Kỳ: NXB Đại học New Mexico. ISBN 0826335195.
- Restall, Mathew (2021) [2003]. Seven Myths of the Spanish Conquest [Bảy lầm tưởng về cuộc Chinh phục Tây Ban Nha] (bằng tiếng Anh). Oxford, Anh: NXB Đại học Oxford. ISBN 9780197537299.
- Wachtel, Nathan (1977). The Vision of the Vanquished: The Spanish Conquest of Peru Through Indian Eyes, 1530-1570 [Tầm nhìn của kẻ bại trận: Cuộc chinh phục Peru của Tây Ban Nha qua con mắt người Anh-điêng, 1530-1570] (bằng tiếng Anh). New York, Hoa Kỳ: Barnes and Noble. ISBN 0064972607.
- Yupanqui, Titu Cusi (2005) [1570]. Bauer, Ralph (biên tập). An Inca Account of the Conquest of Peru [Tường thuật Inca về cuộc chinh phục Peru] (bằng tiếng Anh). Colorado, Hoa Kỳ: NXB Đại học Colorado. ISBN 9781457109690.

### Tập san
- Stern, Steve J. (1981). "The Rise and Fall of Indian-White Alliances: A Regional View of "Conquest" History" [Sự trỗi dậy và suy tàn của liên minh Bản địa-Da trắng: Một góc nhìn cục bộ về lịch sử "Cuộc Chinh phục"]. Hispanic American Historical Review (bằng tiếng Anh). Quyển 61 số 3. Hoa Kỳ: Nhà xuất bản Đại học Duke. tr. 461–491. doi:10.1215/00182168-61.3.461.
- Livi-Bacci, Massimo (2006). "The Depopulation of Hispanic America after the Conquest" [Sự sụt giảm dân số của Châu Mỹ Latinh sau kỷ nguyên Chinh phục]. Population and Development Review (bằng tiếng Anh). Quyển 32 số 2. Hoa Kỳ: Hội đồng Dân số. tr. 199–232. doi:10.1111/j.1728-4457.2006.00116.x. JSTOR 20058872.